# Championnats de Colombie de cyclisme sur route 2020
Navigation
Championnats de Colombie 2019 Championnats de Colombie 2021
Les championnats de Colombie de cyclisme sur route, de leur nom officiel Campeonatos Nacionales de ruta Boyacá Avanza 2020, se déroulent du 29 janvier au 2 février 2020 dans le département de Boyacá.

## Programme
Le guide technique des championnats annonce le programme.
- Jeudi 30 janvier à 8h30 à Pesca :
  - Contre-la-montre Espoir et Élite féminines : 23,7 km
- Jeudi 30 janvier à 9h30 à Pesca :
  - Contre-la-montre Espoir messieurs : 30 km
  - Contre-la-montre Élite messieurs : 41,4 km
- Vendredi 31 janvier à 8h30 à Tunja :
  - Course en ligne Espoir et Élite féminines : 90,5 km
- Samedi 1er février à 8h30 à Tunja :
  - Course en ligne Espoir messieurs : 144 km
- Dimanche 2 février à 8h00 à Tunja : 
  - Course en ligne Élite messieurs : 217 km

Tout coureur relégué à plus de dix minutes du peloton sera retiré de la compétition.

## Participation
Le même guide technique détaille les modalités de participation.
Pour les courses en ligne Élite et Espoir hommes, les coureurs appartenant à des équipes affiliées à l'UCI, les coureurs appartenant à des équipes étrangères (de n'importe quelle catégorie) pourront participer et ce, sans limitation de nombre. Les coureurs appartenant à des formations colombiennes de marque participant au classement de la fédération colombienne de cyclisme ou à des ligues départementales affiliées à la FCC sont par contre eux limités à six par équipes.
Pour les courses en ligne Élite et Espoir femmes, les concurrentes qu'elles soient dans des formations étrangères, dans des formations colombiennes de marque ou portant les couleurs d'une ligue départementale peuvent participer sans limitation de nombre.
En cas d'inscriptions nombreuses (plus de deux cents coureurs inscrits), à la commission technique de déterminer les modalités de participation et si besoin de limiter le nombre de coureurs par équipes.

## Podiums

### Épreuves masculines
| Épreuves         | Or                                    | Or | Or              | Argent                               | Argent | Argent     | Bronze                             | Bronze | Bronze     |
| ---------------- | ------------------------------------- | -- | --------------- | ------------------------------------ | ------ | ---------- | ---------------------------------- | ------ | ---------- |
| Élites           |                                       |    |                 |                                      |        |            |                                    |        |            |
| Course en ligne  | Sergio Higuita (EF Pro Cycling)       | en | 5 h 13 min 6 s  | Egan Bernal (Ineos)                  | à      | 1 min 15 s | Daniel Martínez (EF Pro Cycling)   | à      | 1 min 17 s |
| Contre-la-montre | Daniel Martínez (EF Pro Cycling)      | en | 48 min 2 s      | Nairo Quintana (Arkéa-Samsic)        | à      | 28 s       | Egan Bernal (Ineos)                | à      | 32 s       |
| Moins de 23 ans  |                                       |    |                 |                                      |        |            |                                    |        |            |
| Course en ligne  | Daniel Arroyave (UAE Team Colombia)   | en | 3 h 27 min 41 s | Óscar Guzmán (Ingeniería de Vías)    | à      | 13 s       | Cristian Rico (Ingeniería de Vías) | à      | 18 s       |
| Contre-la-montre | Adrián Bustamante (UAE Team Colombia) | en | 37 min 53 s     | Adrián Vargas (Work Service Dynatek) | à      | 38 s       | Marlon Herrera (Sundark Arawak)    | à      | 40 s       |

### Épreuves féminines
| Épreuves         | Or                                              | Or | Or              | Argent                                       | Argent | Argent | Bronze                                         | Bronze | Bronze     |
| ---------------- | ----------------------------------------------- | -- | --------------- | -------------------------------------------- | ------ | ------ | ---------------------------------------------- | ------ | ---------- |
| Élites           |                                                 |    |                 |                                              |        |        |                                                |        |            |
| Course en ligne  | Catalina Gómez (Ligue cycliste de Caldas)       | en | 2 h 37 min 29 s | Jeniffer Medellín (Ligue cycliste de Bogota) | à      | 4 s    | Lorena Beltrán (Ligue cycliste du Tolima)      | à      | 13 s       |
| Contre-la-montre | Cristina Sanabria (Ligue cycliste de Santander) | en | 33 min 54 s     | Diana Peñuela (Ligue cycliste de Caldas)     | à      | 29 s   | Camila Valbuena (Ligue cycliste de Bogota)     | à      | 1 min 10 s |
| Moins de 23 ans  |                                                 |    |                 |                                              |        |        |                                                |        |            |
| Course en ligne  | Marcela Hernández (Ligue cycliste d'Antioquia)  | en | 2 h 37 min 23 s | Leidy López (Ligue cycliste de Boyacá)       | à      | 2 s    | Daniela Atehortúa (Ligue cycliste d'Antioquia) | à      | 44 s       |
| Contre-la-montre | Marcela Hernández (Ligue cycliste d'Antioquia)  | en | 34 min 18 s     | Tatiana Dueñas (Team Illuminate)             | à      | 53 s   | Angie Gutiérrez (Ligue cycliste de Boyacá)     | à      | 1 min 21 s |

## Principaux engagés et principales défections
Pêle-mêle les coureurs tels que Egan Bernal, Sergio Higuita, Daniel Martínez, Iván Sosa, Esteban Chaves, Sergio Henao, Camilo Ardila, Juan Diego Alba, Sebastián Henao, Cristian Muñoz, Brandon Rivera, Dayer Quintana, Winner Anacona, Edwin Ávila ou Nairo Quintana vont affronter les meilleurs du peloton national lors des championnats Élite.
Miguel Ángel López, pourtant natif de Pesca, théâtre des contre-la-montre des championnats, est le grand absent des compétitions. Disputant le Tour de San Juan, Fernando Gaviria et Óscar Quiroz (pourtant tenant du titre de la course en ligne) sont les deux autres défections majeures des championnats.

## Déroulement des championnats

### 29 janvier: ouverture des championnats
Dans les installations de l'auditorium Tundama de Paipa s'ouvrent les championnats de Colombie 2020. Les directeurs sportifs, les commissaires de course et les autorités principales de l'épreuve se réunissent dans l'auditorium situé dans l'hôtel Panorama Comfaboy à 8h00 pour réviser les licences et confirmer la présence des engagés. À 10h30, ont lieu le congrès technique et la distribution des accréditations pour les médias couvrant la compétition.

### 30 janvier: les contre-la-montre
Les 72e championnats débutent par les contre-la-montre. L'arrivée et le départ de chaque catégorie se font devant le collège, non loin de la place principale de Pesca. Le parcours se fait en aller et retour sur la route de Sogamoso (le point de demi-tour déterminant la distance de chaque contre-la-montre).
Les premiers à s'élancer sont les féminines avec l'Espoir Yelitza Hernández, de la ligue cycliste de Cundinamarca, à 8h35 (heure locale). Le parcours pour les femmes développe 23,7 km. Les favorites pour le titre, toutes déjà médaillées précédemment dans les championnats, sont Tatiana Dueñas (de la ligue cycliste de Bogota), Cristina Sanabria (de la ligue de Santander) et Estefanía Herrera (provenant de celle d'Antioquia). Marcela Hernández venait pour remporter son troisième titre consécutivement et se déclare satisfaite de l'avoir conquis. Elle évoque également la rivalité sportive qui l'oppose à la vainqueure Élite Cristina Sanabria.
À 9h30, les Espoirs masculins prennent le relais. Même si le départ et l'arrivée sont les mêmes que pour les féminines, le parcours proposé pour leur effort solitaire s'étend sur trente kilomètres. Dans cette catégorie, de nombreux prétendants sont inscrits, cependant, des noms comme ceux de Adrián Vargas (Work Service Dynatek), Jesús David Peña (Colombia Tierra de Atletas), Daniel Arroyave et Adrián Bustamante (UAE Team Colombia) se détachent. Pour sa première course avec ses nouvelles couleurs, ce dernier espérait une médaille. Pour Bustamante, il était clair que le titre se jouerait sur le retour et surtout dans les derniers kilomètres. Il se déclare satisfait d'être le nouveau champion de Colombie Espoir. Par là même, la nouvelle formation UAE Team Colombia obtient sa première victoire. 
José Luis Cuellar, représentant la ligue cycliste de Caquetá, ouvre le bal des Élites masculins à 10h05. La distance à parcourir pour devenir champion de Colombie est, cette fois, de 41,4 km. Les principaux noms relevés dans la liste des engagés sont ceux de Egan Bernal, Nairo Quintana, Esteban Chaves, Brandon Rivera, Winner Anacona, Fabio Duarte et Miguel Ángel Reyes. Tous prêts à succéder au tenant du titre Daniel Martínez. Le coureur de la formation EF Pro Cycling assure venir pour rééditer son titre, malgré la présence de rivaux comme Bernal ou Anacona. Pour Martínez, la principale difficulté réside dans l'altitude des championnats (plus de 2500 m). Confirmant bon nombre de pronostics, Daniel Martínez conserve son titre. Il devance Nairo Quintana. La médaille d'argent de ce dernier surprend plus les observateurs, Quintana n'étant pas un spécialiste de l'exercice. Egan Bernal décroche le bronze après avoir longtemps fait jeu égal avec Martínez. Pour la presse, son fléchissement soit sème le doute sur ses progrès soit montre un plan rigoureux de travail, amenant Bernal au meilleur de sa forme en juillet.

### 31 janvier: la course en ligne dames
Les trois épreuves en ligne des championnats se déroulent à plus de 2700 m d'altitude, sur le même circuit développant 18,1 km. Les compétitrices doivent l'effectuer cinq fois, soit 90,5 km. Les concurrentes s'élancent à 8h30 de la Plaza de Bolívar (es) de Tunja, où se situe également l'arrivée. Avant le départ, Paula Patiño, seul coureuse engagée a milité dans une UCI WorldTeam, pense que l'altitude sera un facteur influent car le circuit est exigeant avec la répétition de nombreux raidillons.
Dès les premiers kilomètres, se produit l'échappée du jour avec quatre concurrentes, Catalina Gómez, Lorena Beltrán, Marcela Hernández et Leidy López. Quartet rejoint bien plus tard par Jeniffer Medellín. Bien organisées, le travail en commun permet aux échappées de se disputer entre elles les médailles du jour. Elles abordent le dernier tour avec plus d'une minute d'avance. Dans la dernière montée vers l'arrivée, Marcela Hernández obtient un écart suffisant pour franchir la ligne la première. Elle s'empare du titre Espoir tandis que Catalina Gómez, troisième, est consacrée championne de Colombie Élite. Après plus de quatre-vingt kilomètres passés en tête, Hernández remporte ainsi les deux titres en jeu dans la catégorie Espoir de ces championnats. Leidy López (deuxième de la course) et Daniela Atehortúa obtiennent les deux médailles restantes. Gómez, protagoniste de la course dès le début, est entourée sur le podium Élite, de deux autres rescapées de la fugue initiale Jeniffer Medellín et Lorena Beltrán,.
Bien que le résultat prouve le contraire, Marcela Hernández ne se sentait pas en bonne condition physique. Elle ne se sentait pas capable de s'imposer car la préparation d'avant-saison avait été écourtée du fait d'une saison 2019 terminée en décembre. Selon elle, pour gagner il fallait risquer et c'est ce qu'elle a fait en prenant place dans l'échappée, en croyant en sa réussite. Catalina Gómez, Huilense, courant pour la ligue cycliste de Caldas, a eu recours au financement participatif pour pouvoir s'inscrire à la compétition. Même si Gómez reconnait la supériorité de Marcela, notamment dans la dernière montée, pour elle, sa victoire est le fruit de son sang-froid qui lui a permis de contrôler ses compagnes de fugue et l'écart avec les poursuivantes,.

### 1erfévrier: la course en ligne Espoir messieurs
Daniel Arroyave, présent aux avant-postes toute la course, s'adjuge le titre.
Ainsi à 50 km de l'arrivée, il est en tête dans un groupe de trois. Au fil des kilomètres, l'échappée s'étoffe et comprend sept hommes dont Arroyave mais aussi Cristian Rico, David Peña ou Rafael Pineda. Dans le dernier tour, les fugueurs ayant compté 45 secondes d'avance se font reprendre et par petites groupes, la tête de la course comprend jusqu'à vingt-sept hommes à dix kilomètres du terme. Le regroupement génère un moment de flottement que mettent à profit Daniel Arroyave et Jhon Calderón, pour s'enfuir sans franchement accélérer. L'écart fait, ils sont pris en chasse par deux membres de l'équipe Ingeniería de Vías Óscar Guzmán et Cristian Rico. La jonction s'opère rapidement et ces derniers prennent la tête du quatuor. À huit km du but, les quatre coureurs sont poursuivis par deux hommes isolés et par les vingt et un derniers concurrents formant auparavant le peloton de tête. À quatre km, Calderón tente de s'isoler, en vain. Et c'est sur les premières pentes du viaduc, menant au pied de l'ultime montée, que Daniel Arroyave porte son attaque victorieuse. Il prend tout de suite de l'avance et condamne dans un premier temps Rico, Calderón et enfin Guzmán. Arroyave franchit la ligne d'arrivée avec treize secondes d'avance sur Óscar Guzmán, jamais inquiété pour le premier accessit. Tandis que Cristian Rico réussit à revenir sur Calderón et lui subtiliser la médaille de bronze dans les deux derniers hectomètres.

### 2 février: la course en ligne Élite messieurs
La presse présente la course (longue de 217 km) comme un duel entre Egan Bernal et Nairo Quintana. Ils ont montré en montant sur le podium du contre-la-montre leur bon état de forme, avec un léger avantage pour Quintana, du fait de courir à domicile. Cela serait la première fois que Nairo grimperait sur le podium d'une course d'un jour. Le circuit accidenté, développant 18,1 km, à parcourir douze fois lui convient. Bernal, même s'il a fléchi dans la dernière partie du contre-la-montre, était en tête au temps intermédiaire. Sans aucune pression, toute bonne performance serait bénéfique dans sa quête d'un deuxième Tour de France. En 2016, sur le même lieu d'arrivée, Edwin Ávila avait surpris les observateurs car un homme catalogué sprinteur s'était imposé (devant Sergio Henao et Cayetano Sarmiento) dans une arrivée en forte montée. Henao est un autre prétendant comme le démontre ses victoires dans les championnats en 2017 et 2018, tout comme Esteban Chaves. Vainqueur d'une étape du Tour d'Italie l'année précédente, Chaves est un autre coureur d'altitude, à l'aise sur les courses d'un jour comme le démontre sa victoire dans le Tour de Lombardie 2016. Même en l'absence du tenant du titre Óscar Quiroz, la liste des prétendants est longue avec un Daniel Martínez, vainqueur du "chrono" qui aimerait également goûter au podium de la course en ligne, un Iván Sosa qui présente aussi de bonnes options ou un Winner Anacona, courant chez lui.
Devant une foule considérable massée sur le bord du circuit, sept hommes occupent le devant de la scène pendant huit des douze tours, accumulant quasiment sept minutes d'avance sur le peloton. Grâce au travail de la sélection de la ligue cycliste de Boyacá, département hôte des championnats, des Ineos et des Arkéa-Samsic, l'écart se réduit au point qu'à 70 km de l'arrivée, les échappés sont repris. Dans les quatre derniers tours, les multiples attaques dont celle de Steven Cuesta (Sundark Arawak), sont rapidement annihilés. À trois tours de l'arrivée, profitant du travail de sape des Ineos, Iván Sosa s'enfuit avec Sergio Higuita dans sa roue, et ce malgré un changement de chaussure et une crevaison. Peu après l'avant-dernier passage sur la ligne, dans un virage en descente, Sosa tombe et laisse Higuita seul en tête. Ce dernier gère parfaitement son avance et réussit à mener à bien son échappée solitaire des dix-sept ultimes kilomètres. Après des tentatives avortées de Robinson Chalapud et d'Edwin Ávila d'aller chercher en solitaire les accessits, les principaux favoris arrivent groupés au pied de l'ultime ascension. Dans celle-ci, malgré sa chute impresionnante, Egan Bernal se montre le plus fort et va chercher la médaille d'argent alors que Nairo Quintana se fait souffler le bronze dans le dernier hectomètre par Daniel Martínez.

## Classements UCI

### Catégorie Hommes
Ces championnats de Colombie Élite attribuent des points pour le classement mondial de la fédération internationale. Selon le règlement UCI Art 2.10.008, les championnats de Colombie sont considérés, pour cette saison, de Catégorie "A" et affectent les points comme suit :
| Position                | 1er | 2e | 3e | 4e | 5e | 6e | 7e | 8e | 9e | 10e | 11e | 12e | 13e | 14e | 15e |
| Course en ligne Élite   | 100 | 75 | 60 | 50 | 40 | 30 | 20 | 10 | 5  | 3   | 3   | 1   | 1   | 1   | 1   |
| Contre-la-montre Élite  | 50  | 30 | 20 | 15 | 10 | 5  | 3  | 3  | 1  | 1   | -   | -   | -   | -   | -   |
| Course en ligne Espoir  | 50  | 30 | 20 | 15 | 10 | 5  | 3  | 3  | 1  | 1   | -   | -   | -   | -   | -   |
| Contre-la-montre Espoir | 25  | 15 | 10 | 5  | 3  | -  | -  | -  | -  | -   | -   | -   | -   | -   | -   |

### Catégorie Féminines
Ces championnats de Colombie Élite attribuent des points pour le classement mondial de la fédération internationale. Selon le règlement UCI Art 2.10.017, les championnats de Colombie sont considérés, pour cette saison, de Catégorie "A" et affectent les points comme suit :
| Position                | 1er | 2e | 3e | 4e | 5e | 6e | 7e | 8e | 9e | 10e |
| Course en ligne Élite   | 50  | 30 | 20 | 15 | 10 | 5  | 3  | 3  | 1  | 1   |
| Contre-la-montre Élite  | 25  | 15 | 10 | 5  | 3  | -  | -  | -  | -  | -   |
| Course en ligne Espoir  | 25  | 15 | 10 | 5  | 3  | -  | -  | -  | -  | -   |
| Contre-la-montre Espoir | 10  | 6  | 3  | -  | -  | -  | -  | -  | -  | -   |